# Lillehammer
A Comuna de Lillehammer (em norueguês: Lillehammer kommune) é uma comuna da Noruega localizada no condado de Innlandet, no sudeste do país. É parte da região tradicional de Gudbrandsdalen. O centro administrativo do município é a cidade de Lillehammer.
Tem uma área de 477 km² e possui 27.476 habitantes segundo o censo de 2016. O centro da cidade é uma concentração de casas de madeira do final do século XIX, que goza de uma localização pitoresca com vista para a parte norte do lago Mjøsa e o rio Lågen, cercado por montanhas. A cidade tornou-se mundialmente conhecida por receber os Jogos Olímpicos de Inverno de 1994 e foi sede dos Jogos Olímpicos de Inverno da Juventude de 2016.
A cidade também é palco da série televisiva Lilyhammer, lançada em 2012.

Comuna de Lillehammer
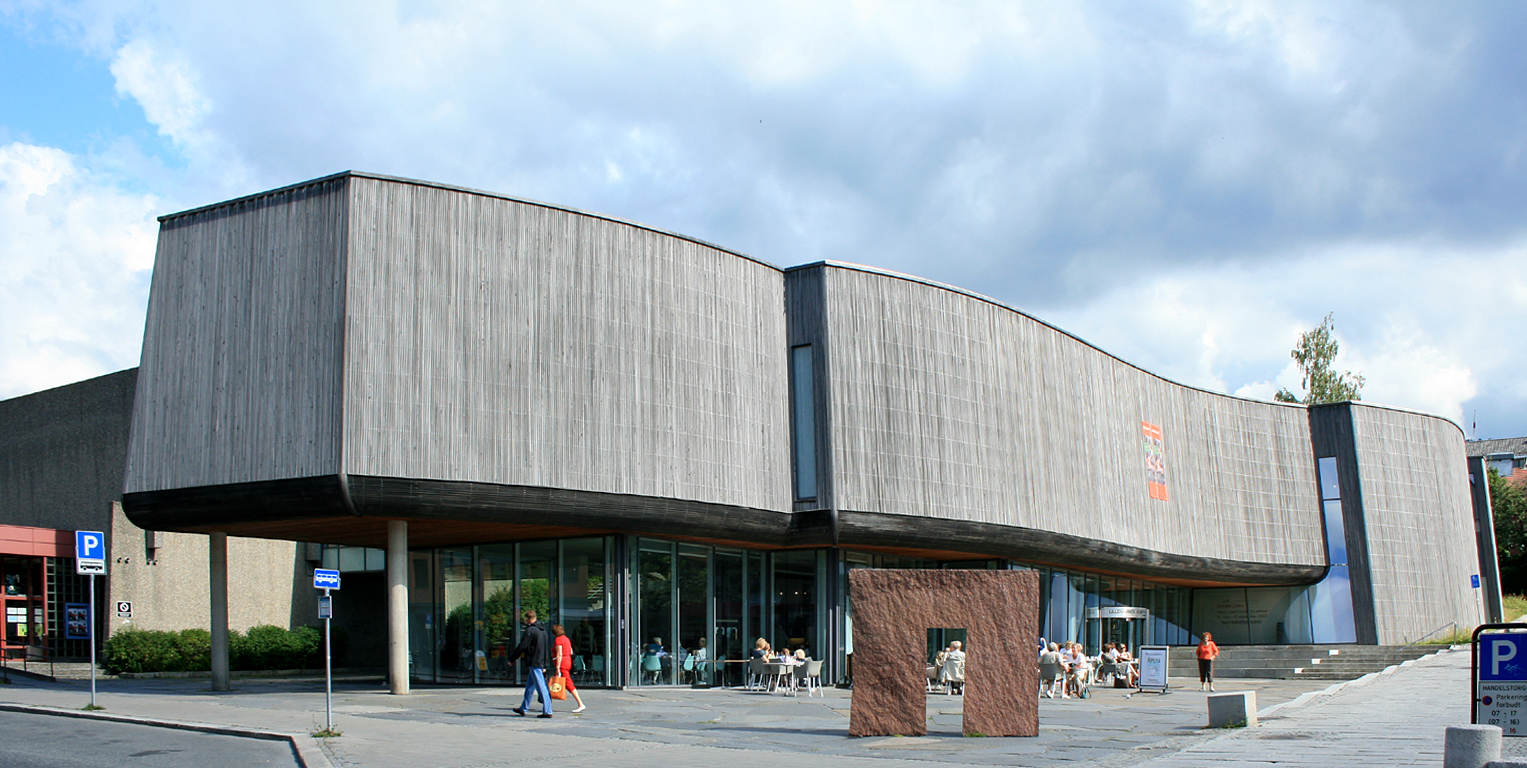
Museu de arte de Lillehammer
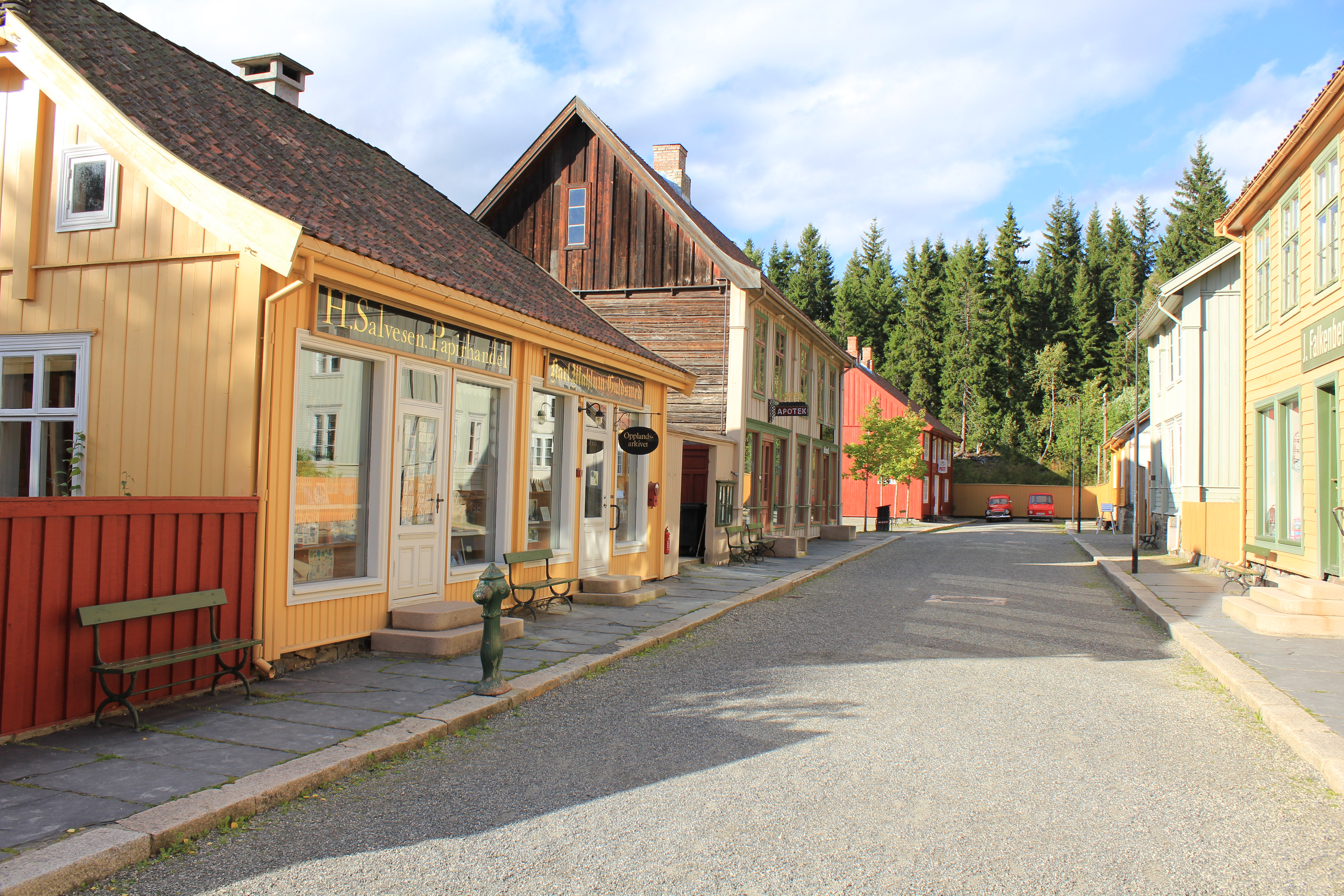
Rua de Maihaugen
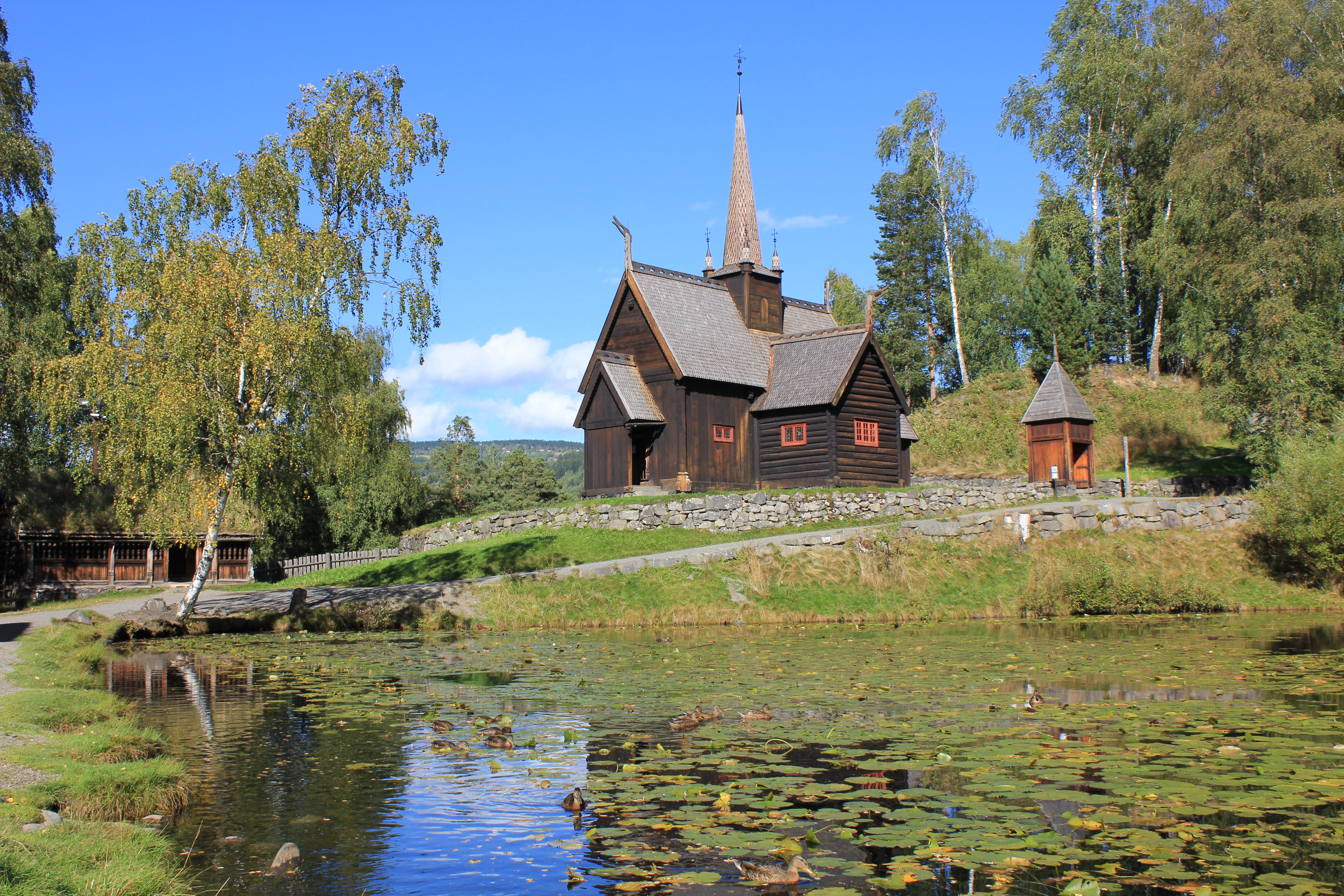
Igreja de madeira em Maihaugen
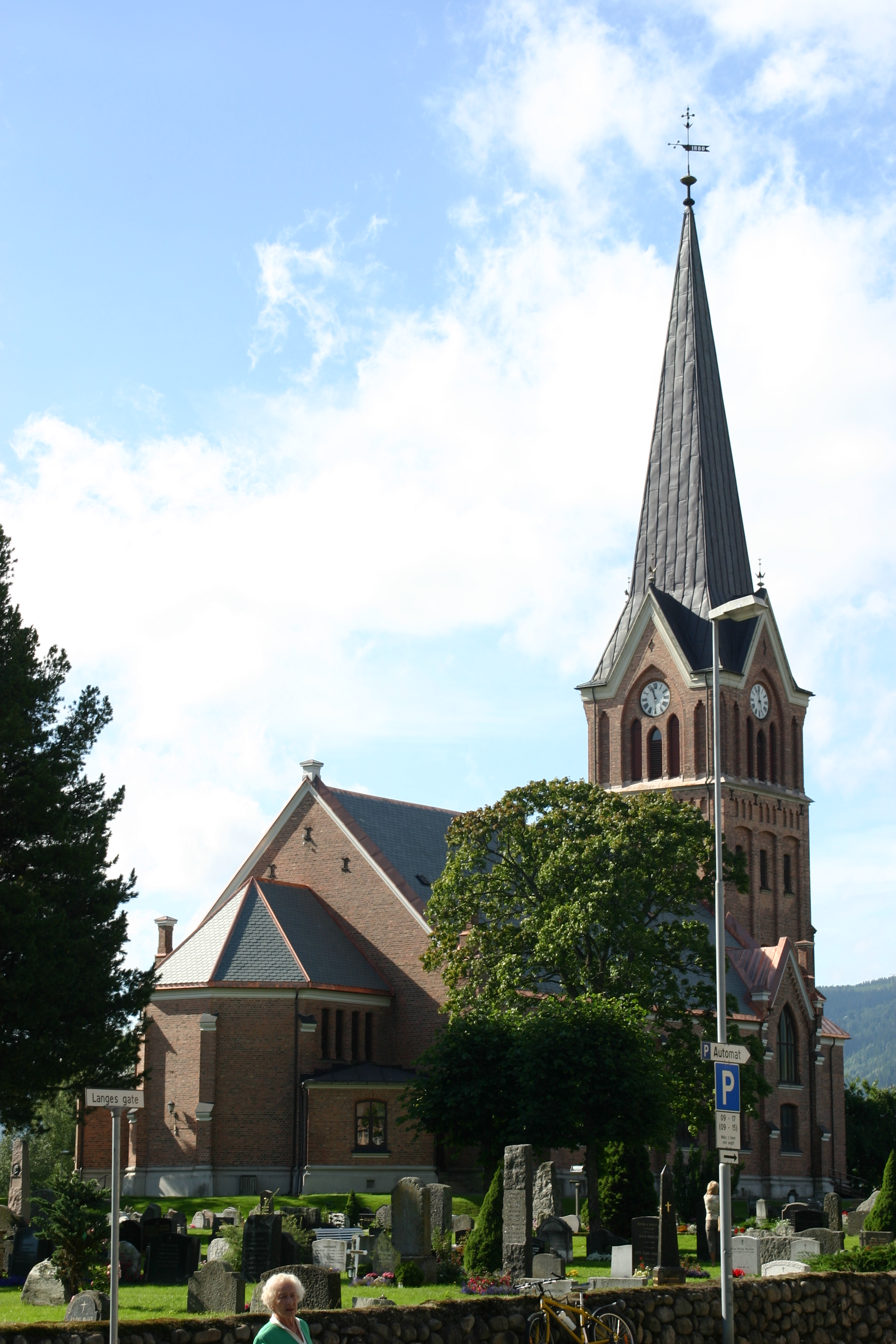
Igreja luterana em Lillehammer